# 列格利亞申齊
48°22′48″N 28°14′3″E / 48.38000°N 28.23417°E
列格利亞申齊（烏克蘭語：Регляшинці），是烏克蘭的村落，位於該國西南部文尼察州，由莫希利夫-波季利斯基區負責管轄，始建於1900年，面積0.62平方公里，海拔高度185米，2001年人口78，人口密度每平方公里125.81人。